# Geheimreport
Unter dem Titel Geheimreport veröffentlichte 2002 der Wallstein-Verlag Dossiers von Carl Zuckmayer, die dieser 1943/44 für das amerikanische Office of Strategic Services (OSS) über erfolgreiche Schauspieler, Regisseure, Verleger und Journalisten der Weimarer Republik und des „Dritten Reiches“ geschrieben hatte. Herausgeber sind Gunther Nickel und Johanna Schrön.

## Aufbau

Eine Seite der Namensliste (Erste Seite des Originalmanuskripts)

Die Veröffentlichung enthält ca. 150 „Charakterporträts“. Beispiele sind Gustaf Gründgens, Werner Krauß, Emil Jannings, Theo Lingen, Hans Reimann, Richard Billinger, Gottfried Benn, Leni Riefenstahl, Ernst Jünger, Wilhelm Furtwängler, Martin Luserke und Peter Suhrkamp. Vorangestellt ist eine kurze Charakterologie (Allgemeines/Klassifizierung) mit Erläuterungen des Autors. Die Charakterporträts selbst sind in vier Kategorien eingeteilt:
- Gruppe 1: Positiv
- Gruppe 2: Negativ
- Gruppe 3: Sonderfälle, teils positiv, teils negativ
- Gruppe 4: Indifferente, Undurchsichtige, Verschwommene

Die Herausgeber verzichten auf Fußnoten im Text, diese stehen stattdessen in einem umfangreichen Kommentar mit Verweisen auf die zugehörigen Seiten. Danach folgen ein Nachwort der Herausgeber Gunther Nickel und Johanna Schrön, eine „Editorische Notiz“, ein Literaturverzeichnis, Abbildungsnachweise und ein Personenregister. Die Herausgeber haben den Originaltext mit ca. 30 zeitgenössischen Porträtfotos unterschiedlicher Herkunft, jeweils mit einer knappen Legende, "illustriert", wobei sie ihr Verfahren nicht erläutert haben.

## Inhalt
Zuckmayer stellt in der vorangestellten Charakterologie grundsätzliche Überlegungen an: In Deutschland sei die Meinung verbreitet, Künstler lebten in einer „überzeitlichen Welt der Künste“ und trügen weder politische noch gesellschaftliche Verantwortung. Ihre Aufgabe sei es, unter allen Umständen den Fortbestand der Kunst zu gewährleisten. Als Beleg dafür zitiert er Schillers Ballade Die Teilung der Erde (Wo weiltest Du, als ich die Welt verteilte? Ich war, sprach der Poet, bei Dir). Deshalb sollten „Vertreter künstlerischer oder kunstnaher Berufe“ wie Schauspieler, Regisseure, Verleger, Dichter, Maler, Musiker, Schriftsteller, Journalisten grundsätzlich anders beurteilt werden als Politiker, Industrielle, Militärs, Beamte oder Wissenschaftler. Zuckmayer äußert sich besonders ambivalent zu Schauspielern: Ich bin der Ansicht, dass der Schauspielerberuf solche Eigenschaften und Haltungen wie allgemeine Intelligenz, Selbstkontrolle, Verantwortungsgefühl, geistige Klarheit, charakterliche Zuverlässigkeit nicht direkt unbedingt ausschließt, wohl aber meistens vernebelt, untergräbt, doppelbödig macht. (Streichungen aus der Quelle übernommen.) Er zitiert hierzu Werner Krauß, der, anfangs überzeugter Nazigegner, nach einem Treffen in Berchtesgaden mit Adolf Hitler dem Autor gegenüber geäußert haben soll: Ich kam hin, zynisch wie ein Pharisäer, und dachte: mir wirst du nichts vorspielen, mein Junge. Aber als ich ihn da im Kreis seiner nächsten Freunde sitzen sah und mit ihnen reden hörte, – da wusste ich: Jesus unter den Jüngern.

## Auftraggeber OSS und Entstehung
Aufgaben des 1942 gegründeten OSS waren Spionage, Sabotage und Unterstützung von Widerstandsgruppen. Informationen sollten nicht nur aus militärisch-strategischen, sondern aus allen gesellschaftlichen Bereichen gesammelt werden – für im Dritten Reich verbliebene Persönlichkeiten geschah dies im Rahmen des 1943 gegründeten „Field Unit of Biographical Records“ (damals auch: „Name Project“, bzw. „Name File Project“). Zuckmayer sah in seiner Mitarbeit einen Beitrag zum Kampf gegen das NS-Regime, seine direkte Ansprechpartnerin war die Schweizerin Emmy Rado, die Ehefrau des aus Ungarn emigrierten Psychoanalytikers Sándor Radó. Die Charakterporträts sollten helfen, für den Wiederaufbau Deutschlands Nazigegner zu finden, die keine Kommunisten waren – sogenannte „Kronjuwelen“. Zuckmayer erhielt für seine Arbeit in drei Raten insgesamt 450 Dollar; der damalige durchschnittliche Wochenlohn für einen Angestellten betrug 43,63 Dollar, für einen Arbeiter 45,27 Dollar.
Die Einteilung in Kategorien wurde Zuckmayer von Emmy Rado in einem Brief vom 21. September 1943 vorgegeben. Die Einleitung mit grundsätzlichen Überlegungen entstand etwa von Ende September bis Mitte Oktober 1943, die Namensliste bis Anfang Dezember 1943, die positiven Porträts im Januar 1944, der Rest im Verlauf der ersten Jahreshälfte 1944. Erwartet wurden nicht bloß mehr oder weniger objektive Einschätzungen, sondern Rado schreibt in einem Brief vom 2. Februar 1944: Wenn Sie zu den „Schlechten“ kommen, tun Sie bitte Gerüchte, Geschichten, „dirt“, etc. herein. Vielleicht kann so etwas noch gebraucht werden im Psychological Warfare. Halten Sie sich nicht zurück.
Zuckmayer lebte zu dieser Zeit mit seiner Frau Alice Herdan-Zuckmayer auf einer abgeschiedenen Farm in den Bergen Vermonts und schrieb an dem Drama Des Teufels General. Er reiste gelegentlich, wie aus Briefen Rados an seine Frau hervorgeht, zu persönlichen Treffen nach New York.

## Veröffentlichungen vor 2002
Die „Charakterologie“ und eine überarbeitete Fassung des Porträts von Werner Krauß erschien am 3. Oktober 1947 unter der Überschrift „Künstler im Dritten Reich“ in der Münchner Neuen Zeitung.

## Rezeption

Taschenbuchausgabe

Der Journalist und Theaterkritiker Günther Rühle schreibt in der ZEIT unter der Überschrift „Charakterologie: Ein Dichter schärft das Fallbeil“:

„… dann 300 Seiten Anmerkungen und Kommentare der archivschürfenden und mit ihrem Fleiß gar nicht aufhören wollenden Herausgeber der Marbacher Schule: Gunther Nickel und Johanna Schrön. Ihr wuchernder Anhang ist historisch kostbar, erinnernd, erhellend, ergänzend, auch notwendig, wenngleich nicht korrektur- und meinungsstark. Der Zuckmayersche Teil ist eine Originalsammlung, die man eben bewundern und im nächsten Augenblick in die Ecke werfen will. Zuerst ist es ein Buch für Vergangenheitsschnüffler, dann für Menschenbetrachter, dann für Zuckmayerianer (für diese: begeisternd und befremdend). An manchen Stellen ruft man wie Iphigenie: ‚Rettet Euer Bild in meiner Seele‘.“

Joachim Kalka von der FAZ sah ein sehr wichtiges, präzises und reichhaltiges Werk zur Zeit des Nationalsozialismus in Deutschland. Matthias Wegener von der NZZ fand gar eine „philologisch solide“ aufbereitete Enzyklopädie vor. In der Welt kam Tilman Krause zu folgendem Urteil: „Es handelt sich bei diesem ‚Geheimreport‘ um das farbigste ‚Who is who‘ was sich denken lässt. […] Keine Diskussion um die Verstrickung in den Nationalsozialismus sollte in Zukunft Zuckmayers Studie aussparen.“ Marcel Reich-Ranicki bezeichnete das Werk als „die beste Prosa Zuckmayers“.

## Ausgaben
- Geheimreport. Wallstein Verlag. Göttingen 2002, 527 S., (gebunden) ISBN 978-3-89244-599-9.
- Geheimreport. Deutscher Taschenbuchverlag München 2004 (Taschenbuch) ISBN 978-3-423-13189-6.